# 6773 Kellaway
6773 Kellaway è un asteroide della fascia principale. Scoperto nel 1988, presenta un'orbita caratterizzata da un semiasse maggiore pari a 2,9934028 UA e da un'eccentricità di 0,0610360, inclinata di 11,36047° rispetto all'eclittica.